# Kellie Lucas
Kellie Lucas (* 31. März 1978 in Ballarat) ist eine australische Badmintonspielerin.

## Karriere
Kellie Lucas nahm 2000 in allen drei möglichen Disziplinen im Badminton an den Olympischen Spielen in Sydney teil. Sie schied jedoch bei allen drei Starts jeweils in der ersten Runde aus. 2003 gewann sie zwei Titel bei den Fiji International, 2004 und 2005 die Australian International. Bei der Ozeanienmeisterschaft 2006 holte sie Bronze.

## Sportliche Erfolge
| Saison | Veranstaltung               | Disziplin   | Platz | Partner(in)       |
| ------ | --------------------------- | ----------- | ----- | ----------------- |
| 1998   | Auckland International      | Dameneinzel | 03    | –                 |
| 1999   | Auckland International      | Dameneinzel | 03    | –                 |
| 2000   | Olympische Spiele in Sydney | Mixed       | 17    | Rio Suryana       |
| 2000   | Olympische Spiele in Sydney | Damendoppel | 17    | Rayoni Head       |
| 2000   | Olympische Spiele in Sydney | Dameneinzel | 33    | –                 |
| 2003   | Fiji International          | Mixed       | 01    | Stuart Brehaut    |
| 2003   | Fiji International          | Damendoppel | 01    | Lenny Permana     |
| 2004   | Australian Open             | Mixed       | 01    | Travis Denney     |
| 2005   | Australian International    | Damendoppel | 01    | Kate Wilson-Smith |
| 2005   | Chinese Taipei Open         | Damendoppel | 02    | Kate Wilson-Smith |
| 2006   | Victoria International      | Damendoppel | 02    | Kate Wilson-Smith |
| 2006   | Ozeanienmeisterschaft       | Damendoppel | 03    | Kate Wilson-Smith |